# Horloge comtoise

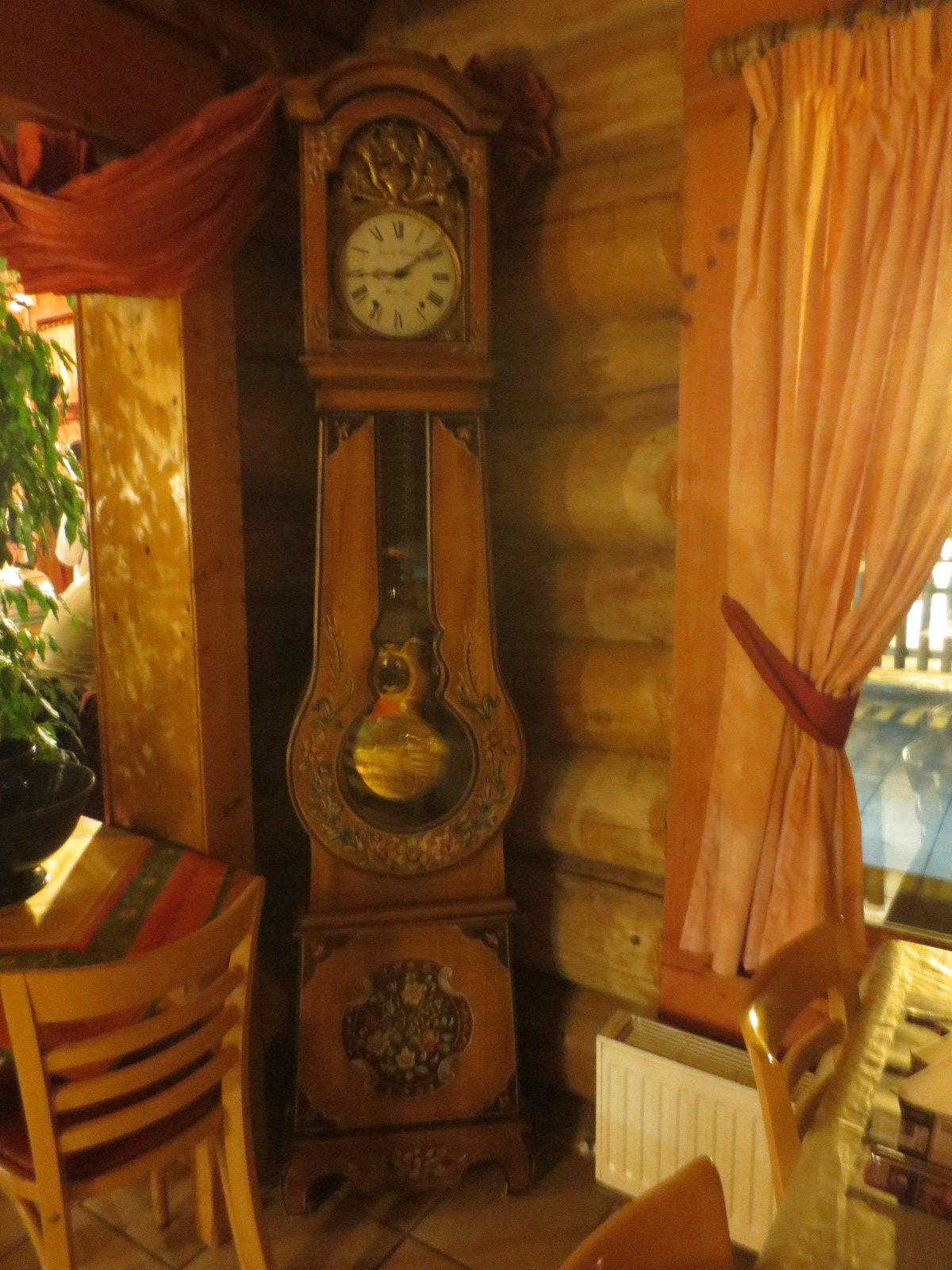
Horloge Comtoise à Morez, dans le Haut Jura

Pour les articles homonymes, voir Horloge (homonymie) et Comtois.
L'horloge comtoise est une horloge de parquet et une horloge à pendule fabriquée artisanalement en Franche-Comté, plus particulièrement à Morez et Morbier dans le Haut Jura, à partir de la fin du XVIIe siècle et dont la fabrication industrielle s’est arrêtée au début du XXe siècle.
Les horloges comtoises sont parfois connues sous d'autres appellations (« la Morez », « la Morbier » et « la Comtoise »). Ces appellations sont également utilisées en anglais ou en allemand.

## Art populaire

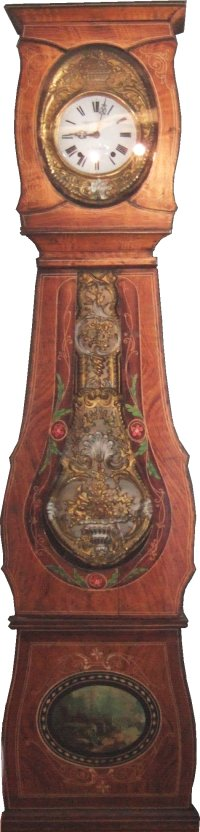
Horloge comtoise du XIXe siècle.

Les Comtoises sont des horloges très populaires, pendant des générations, elles ont rythmé le temps dans presque toutes les fermes de France. De nombreuses Comtoises ont également été exportées vers d'autres pays d'Europe et même plus loin, jusque dans l'Empire ottoman ou en Thaïlande.
La présence chaleureuse des Comtoises dans les foyers est due à leur tic-tac régulier et à la forme du meuble imposant qui l'abrite.
En effet, le mécanisme en métal est souvent protégé par une gaine de bois.
La Comtoise peut aussi être posée sur une console murale.

## Objet de collection

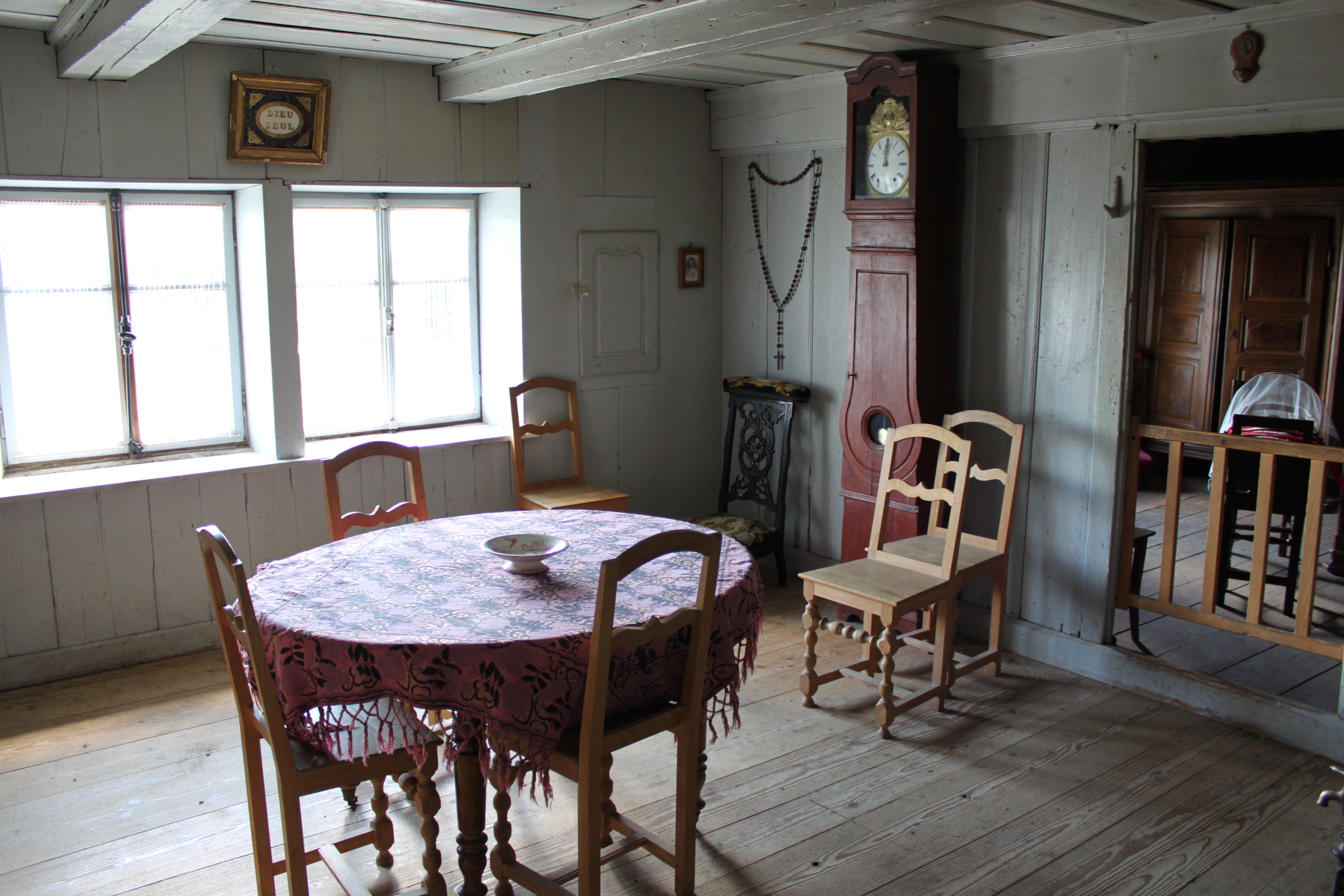
Musée des maisons comtoises de Nancray près de Besançon.

Aujourd'hui, les horloges comtoises sont souvent devenues des objets de collection,  car elles représentent un savoir-faire français d' horlogerie de haute précision et une grande diversité. Les Comtoises ont été fabriquées sur une période exceptionnellement longue : près de 230 ans. Évidemment, les Comtoises les plus anciennes sont plus rares et plus recherchées.
Les variations concernent essentiellement le cadran, le fronton, l'encadrement et le balancier. De nombreuses Comtoises comportent des complications, avec entre autres des horloges munies de plusieurs timbres, d'indication de la date ou des phases de la lune ou plus exceptionnellement avec des mécanismes d'animation, des carillons…
L'horloge comtoise est réputée pour sa décoration, qui varie suivant la période et aussi le régime politique (les Bourbons, la Révolution française, l'Empire).
La gaine en bois a également beaucoup évolué au fil du temps. La décoration de ces gaines présente aussi une grande variété (souvent avec des motifs de fleurs).

## Caractéristiques de la comtoise
Les Comtoises se caractérisent par la présence de deux mécanismes, le premier pour le mouvement et le second pour la sonnerie. Ces mécanismes sont situés côte à côte dans une cage en fer démontable. L'entraînement est effectué par deux poids en fonte, la régulation est assurée par un long balancier (ou pendule).
Le cadran des Comtoises comporte très souvent une signature avec, en dessous, le nom d'une ville ou d'une localité. Cette signature correspond rarement au fabricant, mais plus souvent au nom du revendeur. La localité indiquée ne correspond, le plus souvent, qu'à la ville du revendeur, les mécanismes étant uniquement produits dans le Jura français.

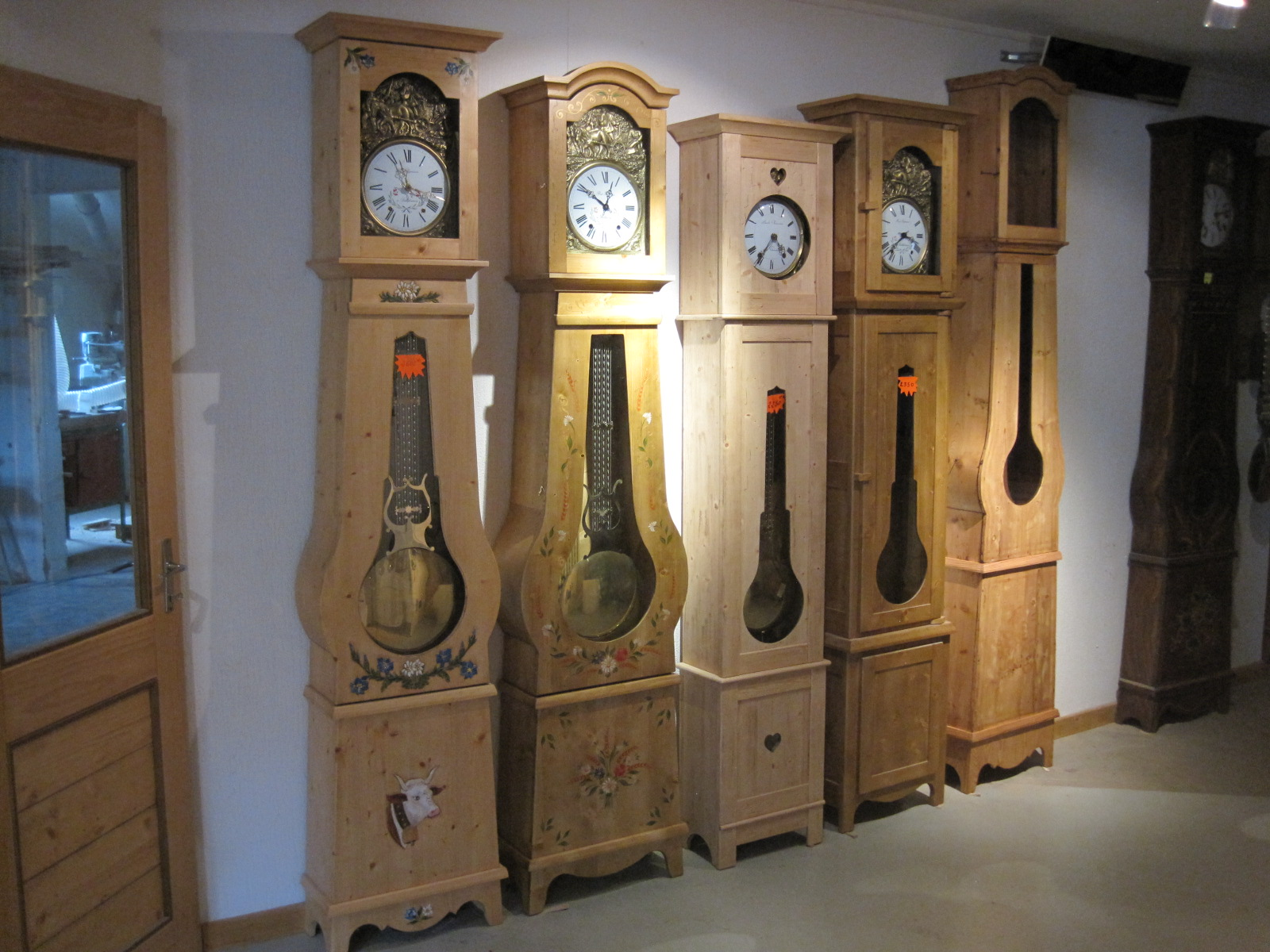
Horloge comtoise artisanale contemporaine.
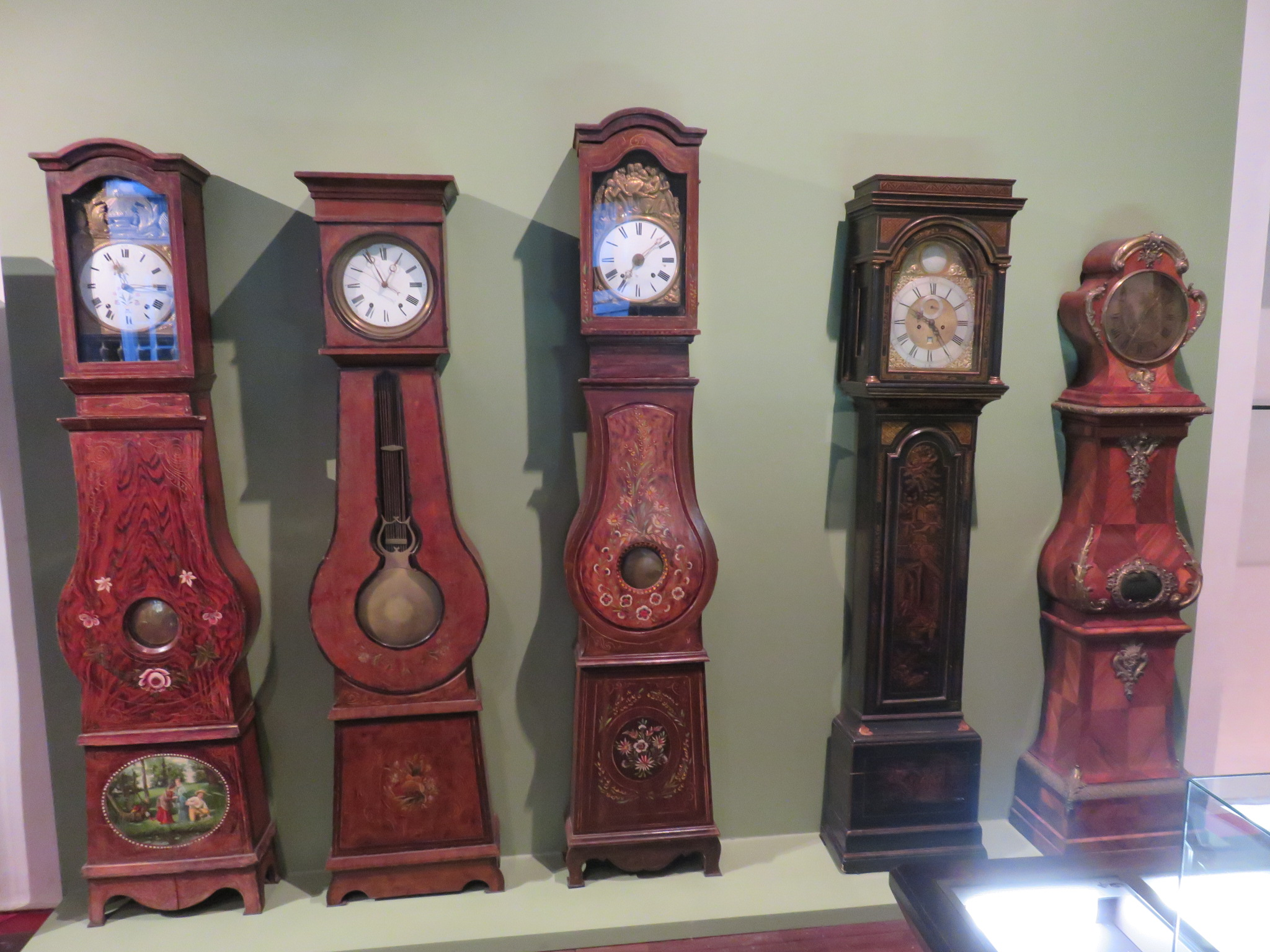
Musée du Temps de Besançon
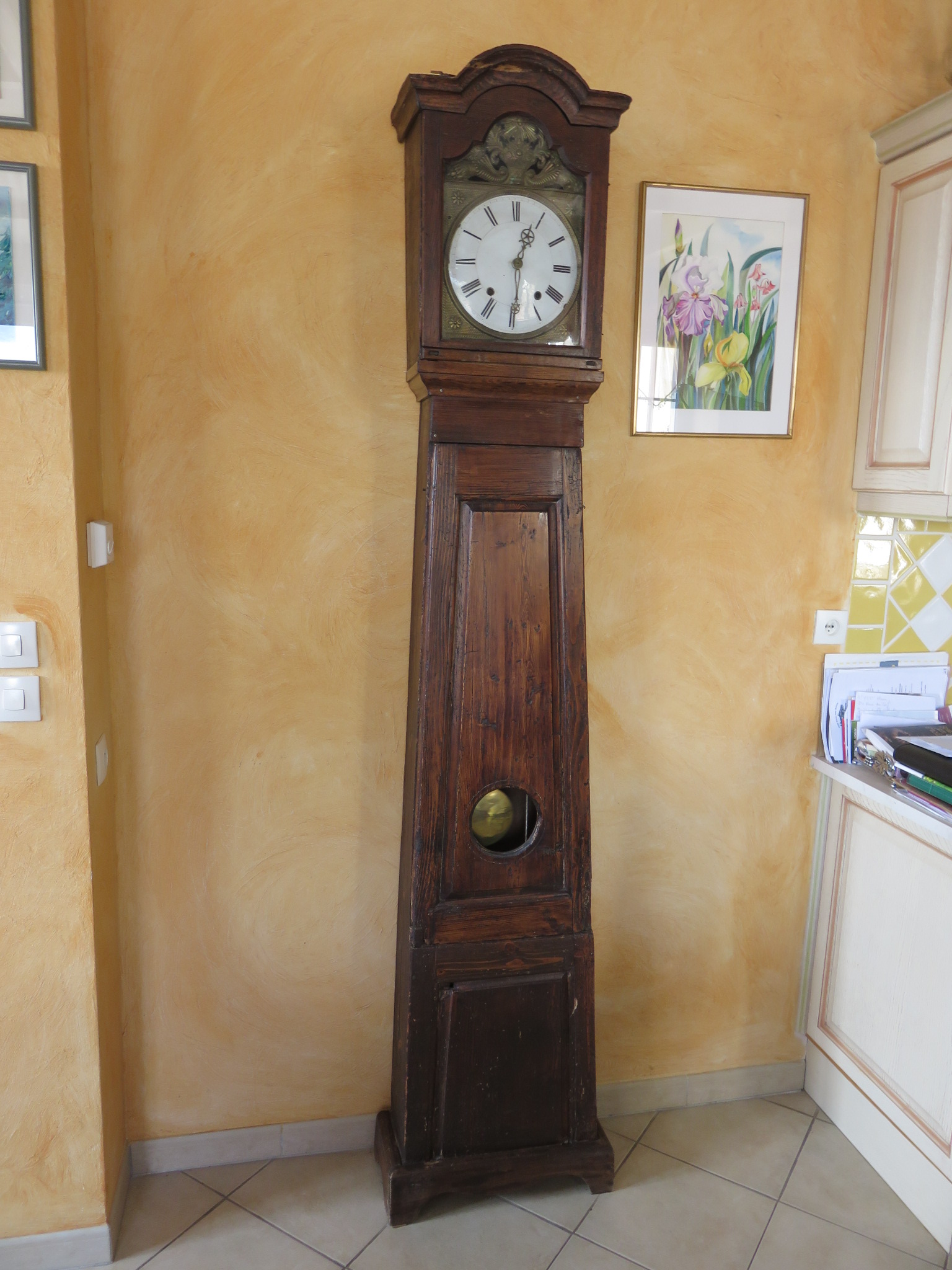
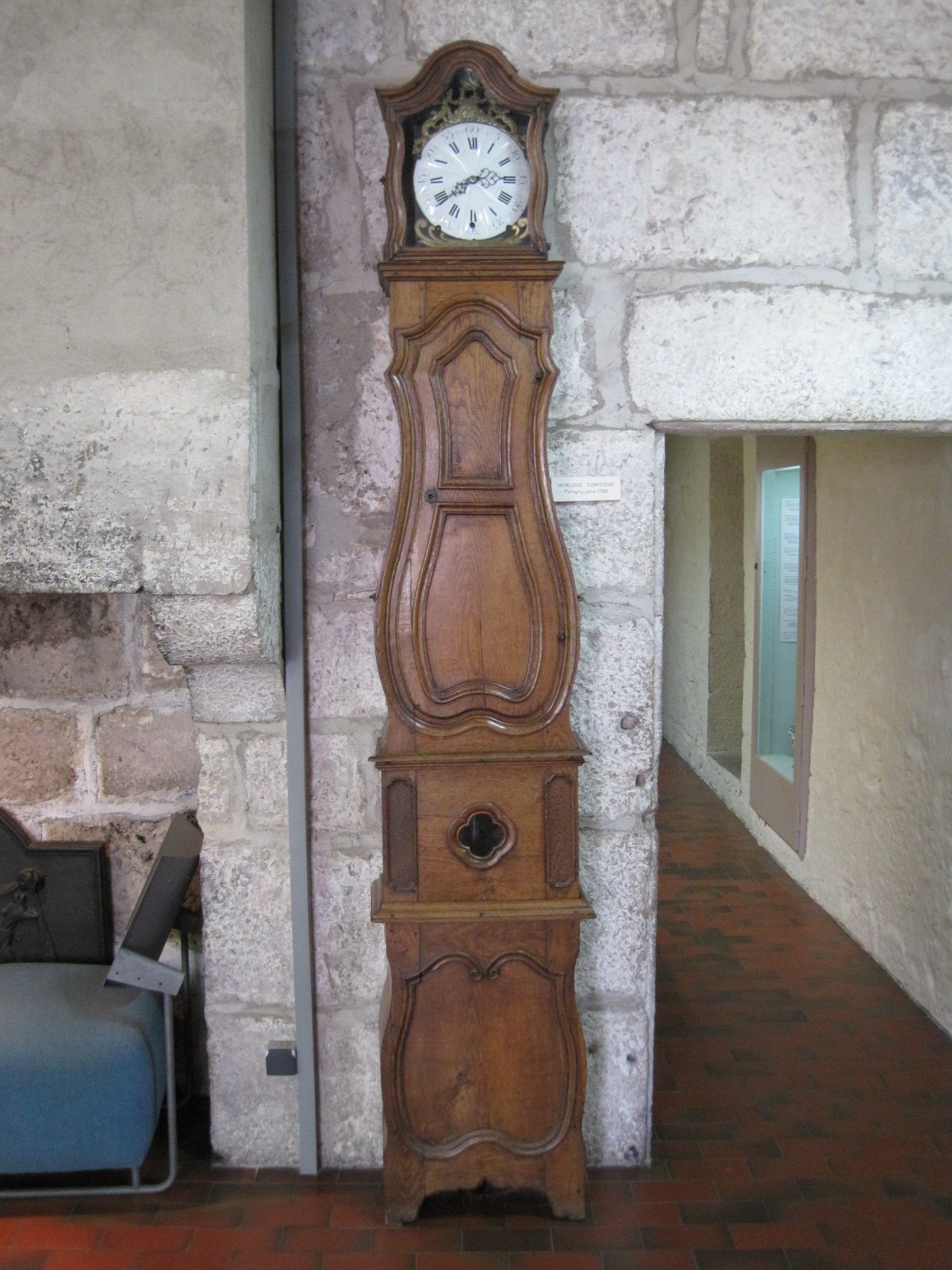
Musée Comtois de la Citadelle de Besançon
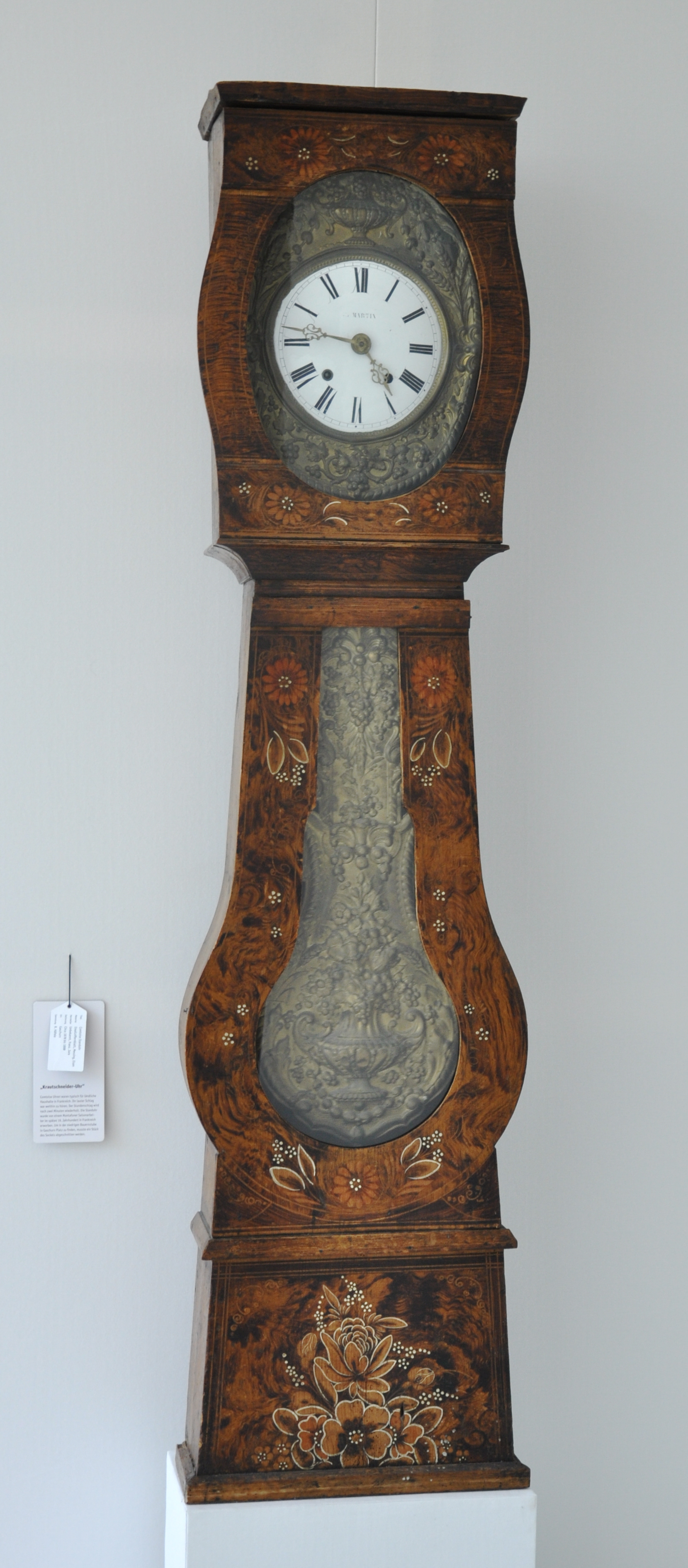
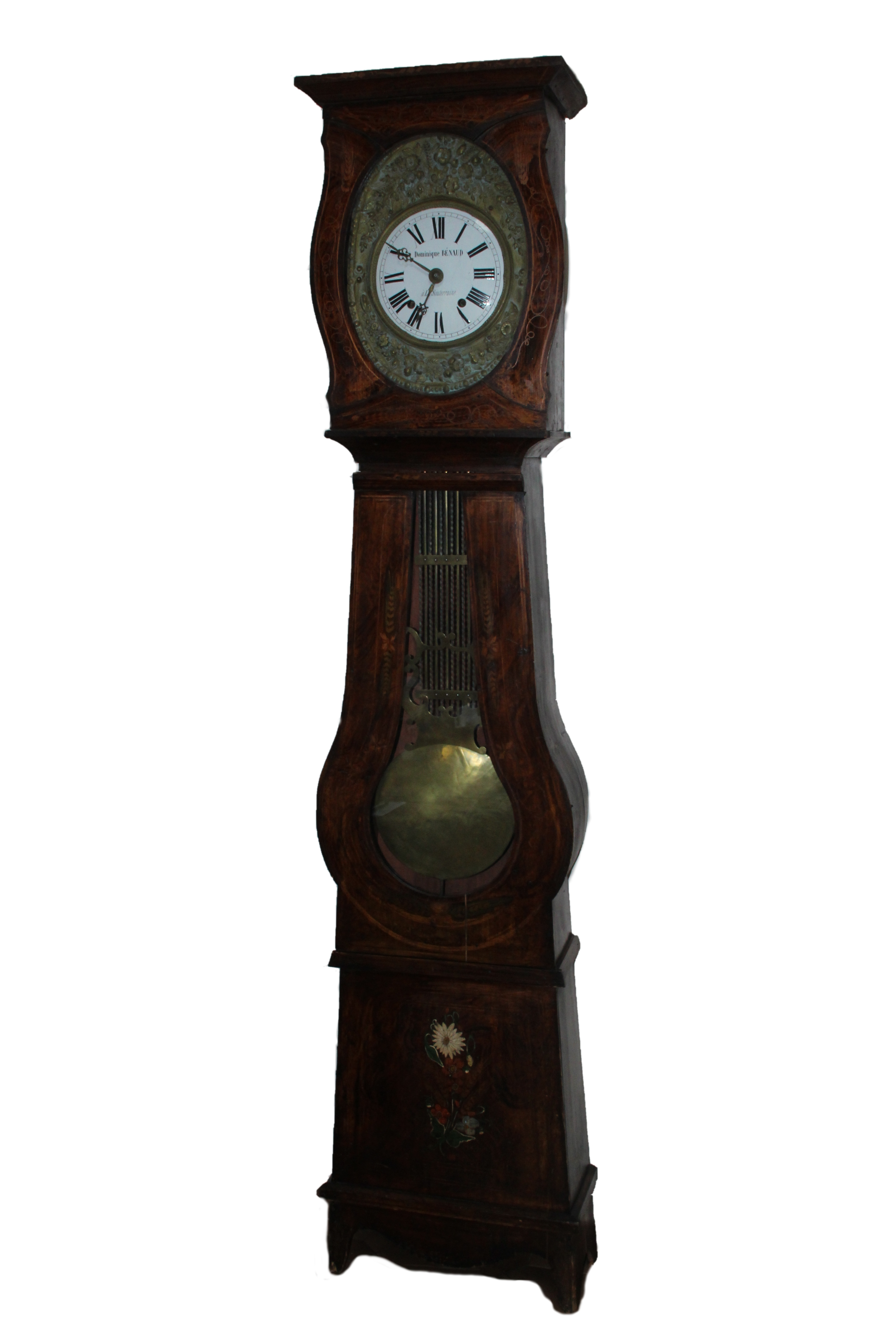
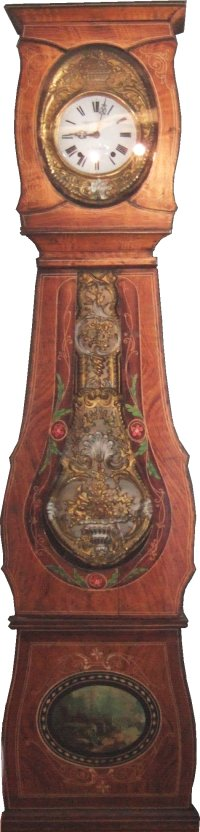
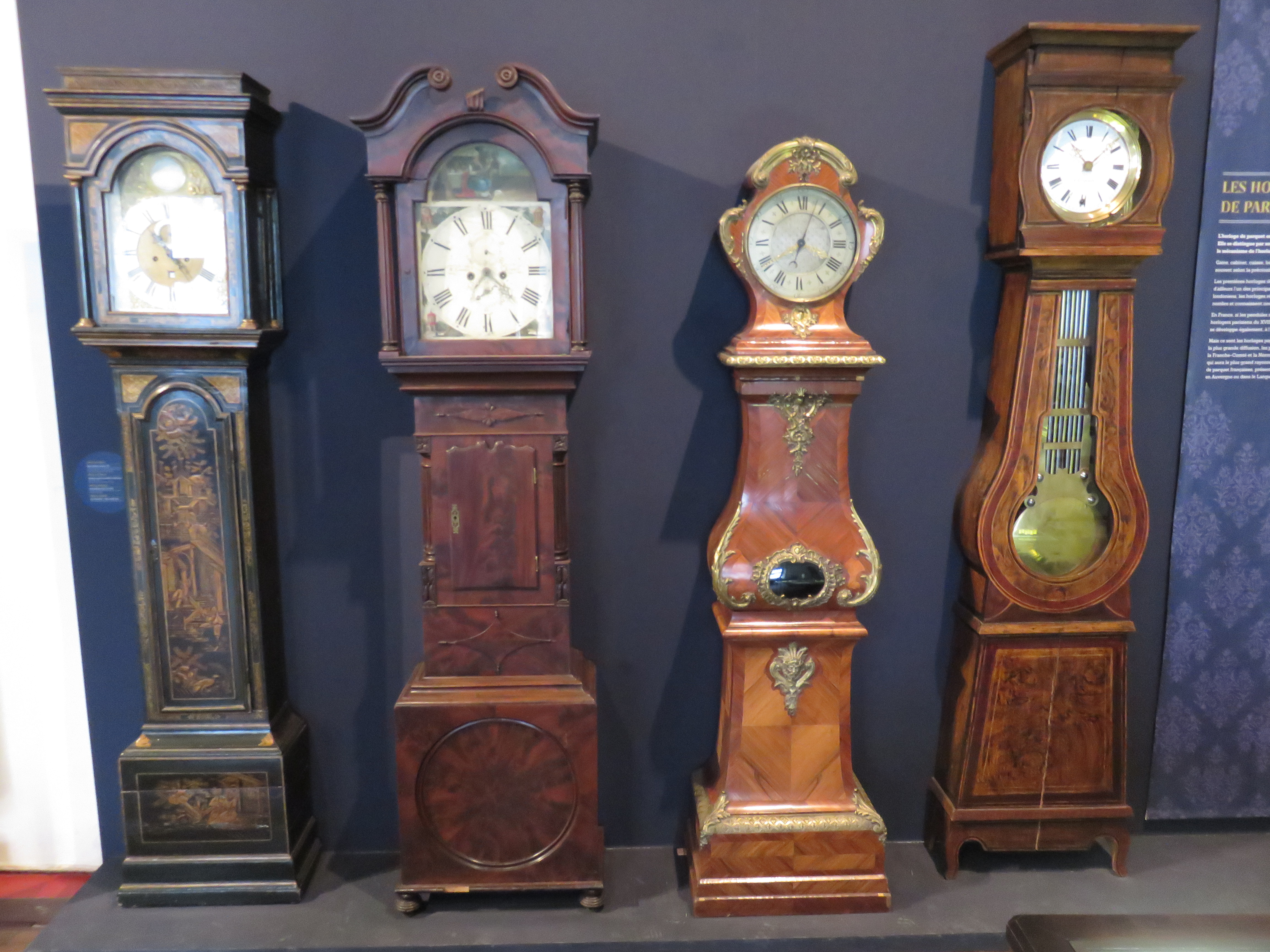
Musée du Temps de Besançon

## Histoire
À l'origine, les Comtoises ont conquis les foyers des diverses provinces françaises, souvent offertes comme cadeau de mariage. Elles constituaient un cadeau de qualité : précises et fiables, solides dans le temps, d'un prix relativement accessible. La sonnerie rythmait ainsi le quotidien d'une famille du lever au coucher de soleil.

Musée de l'horlogerie de Morteau
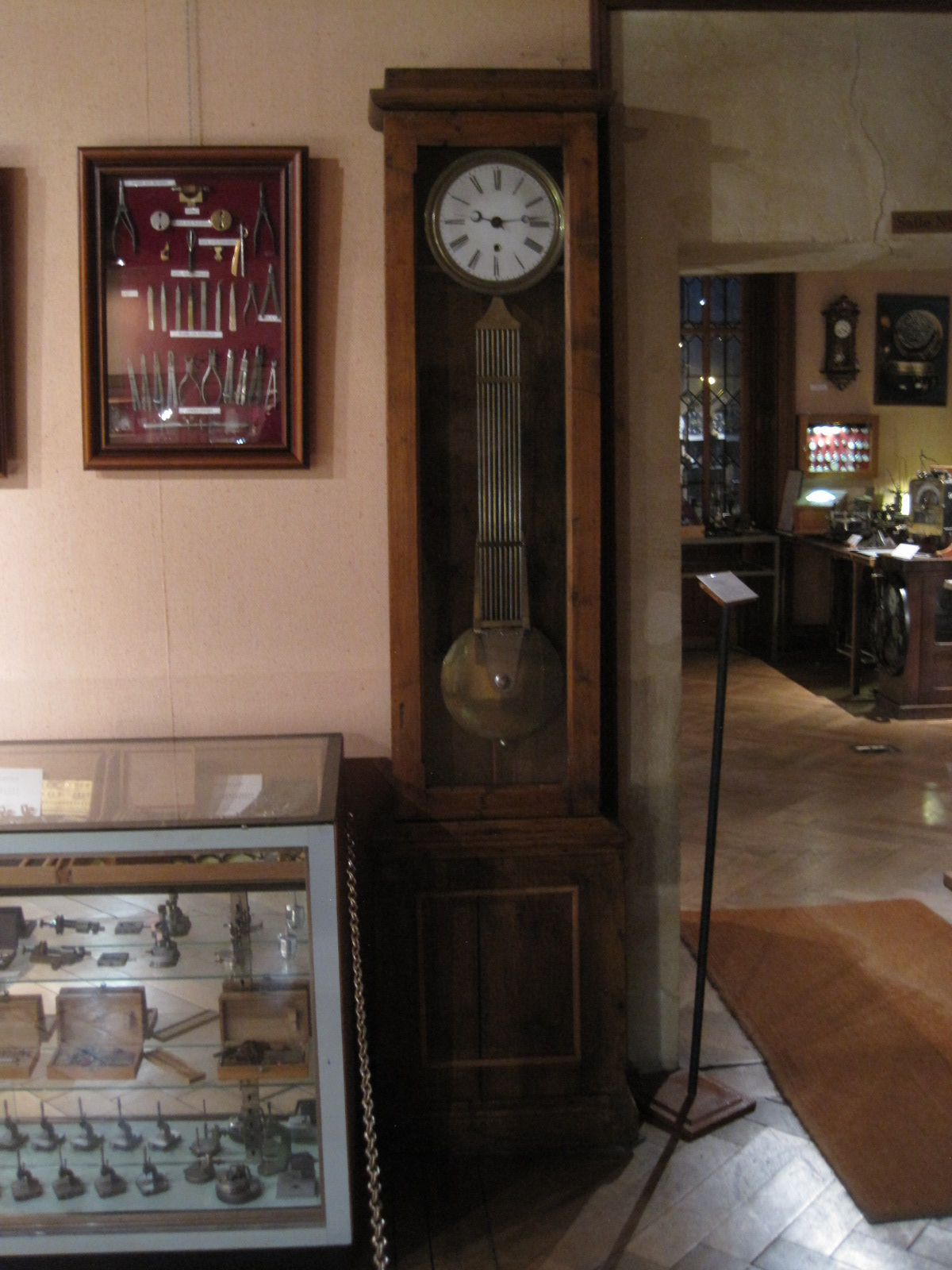
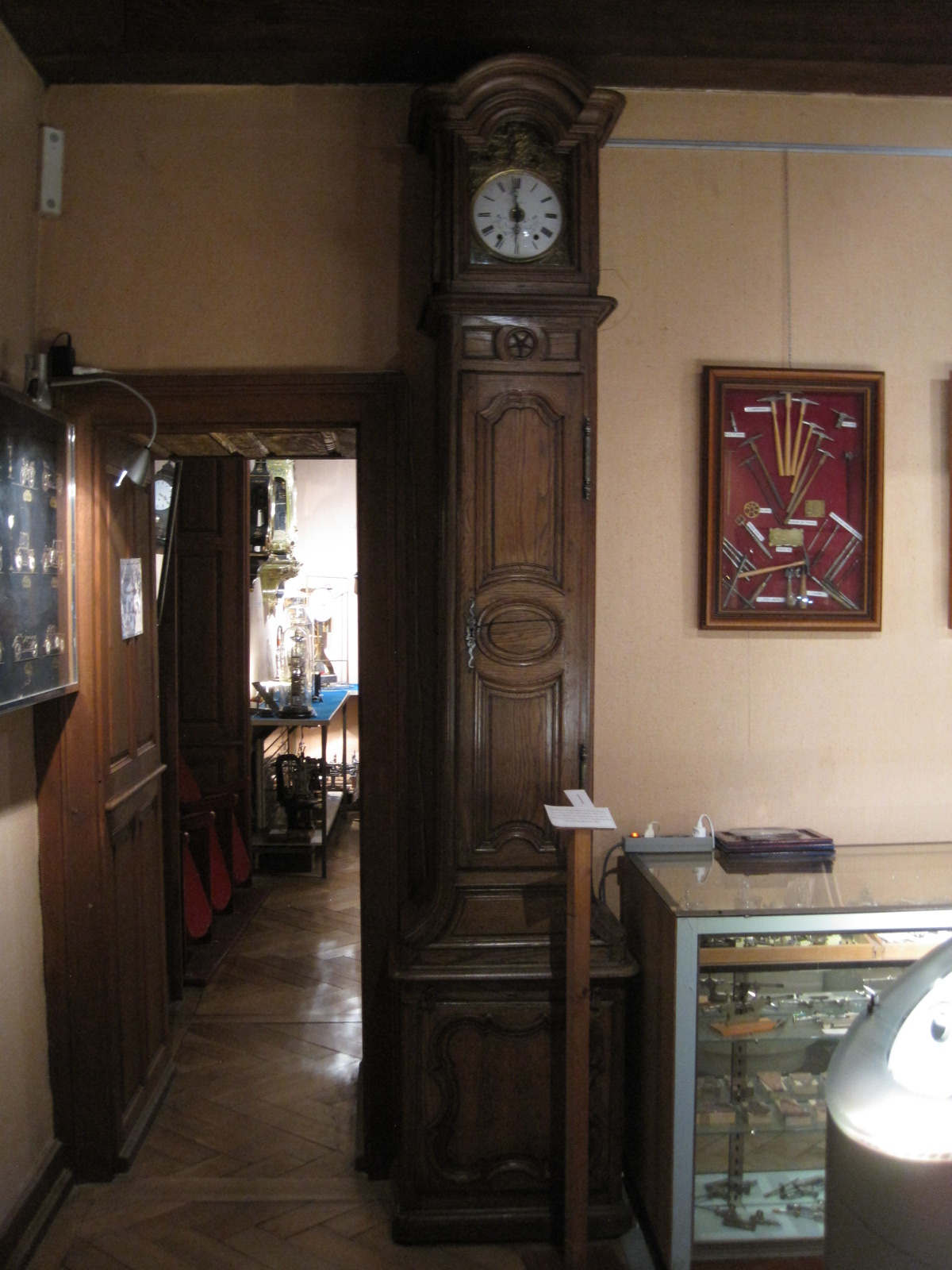
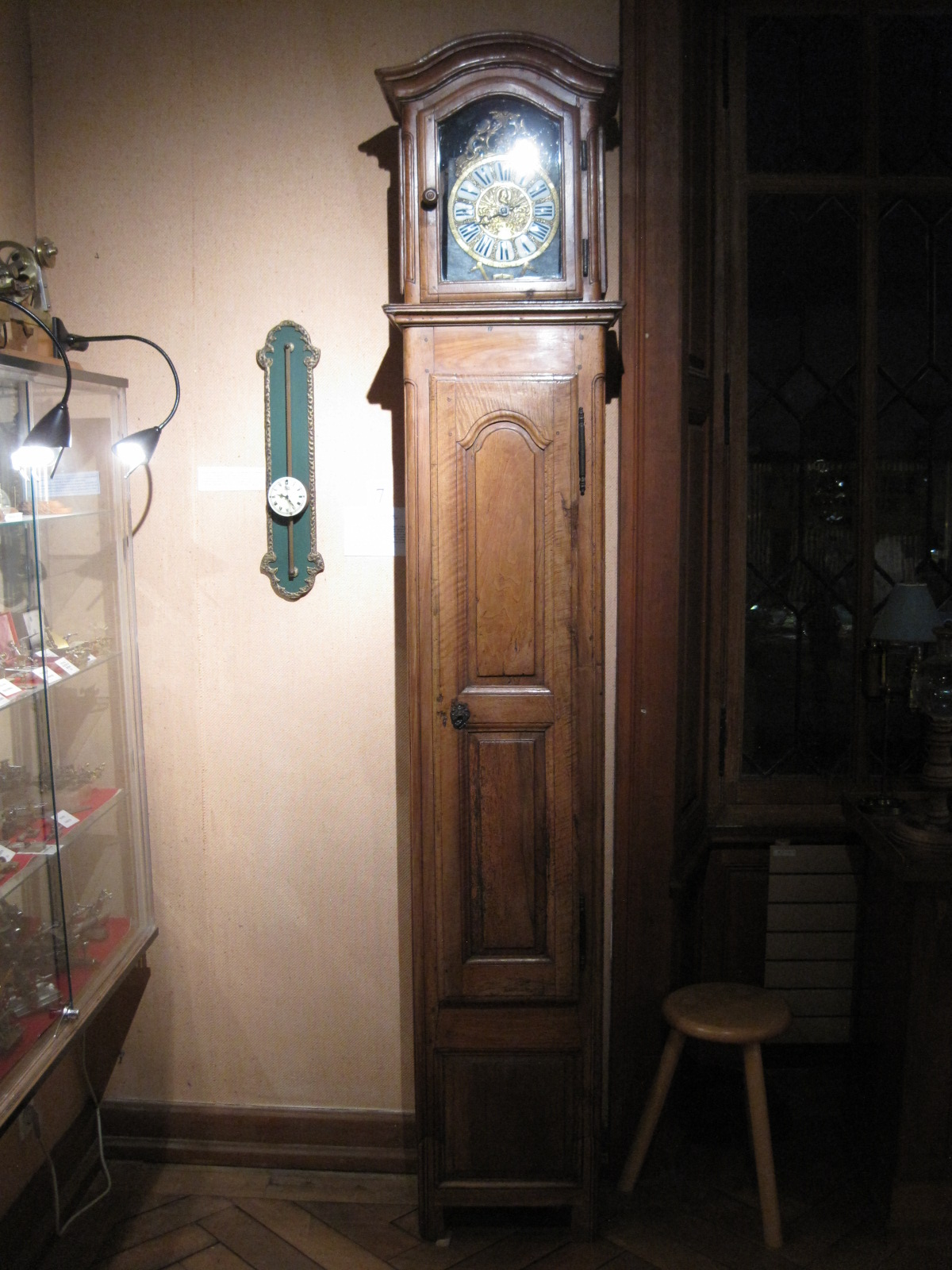
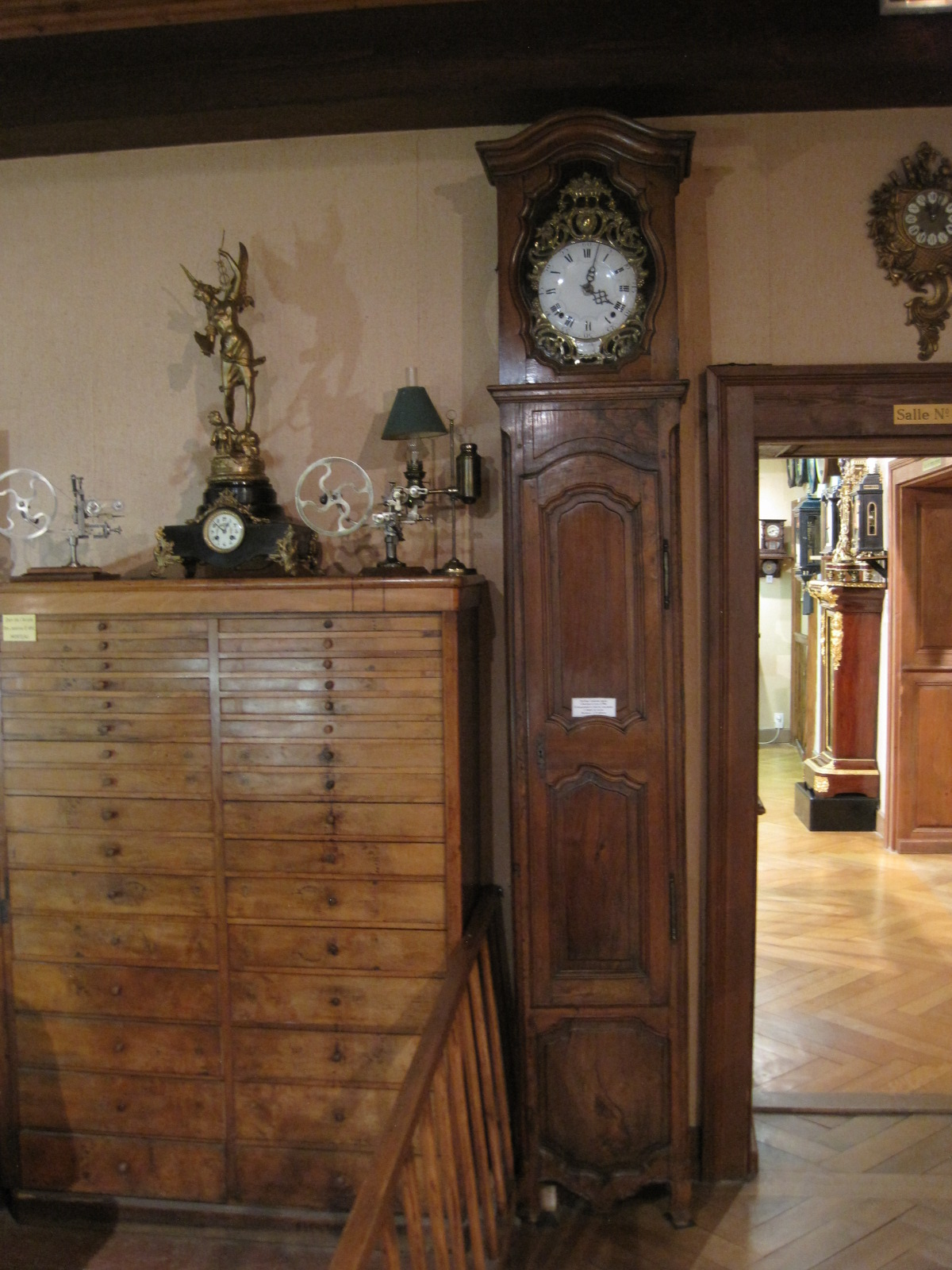
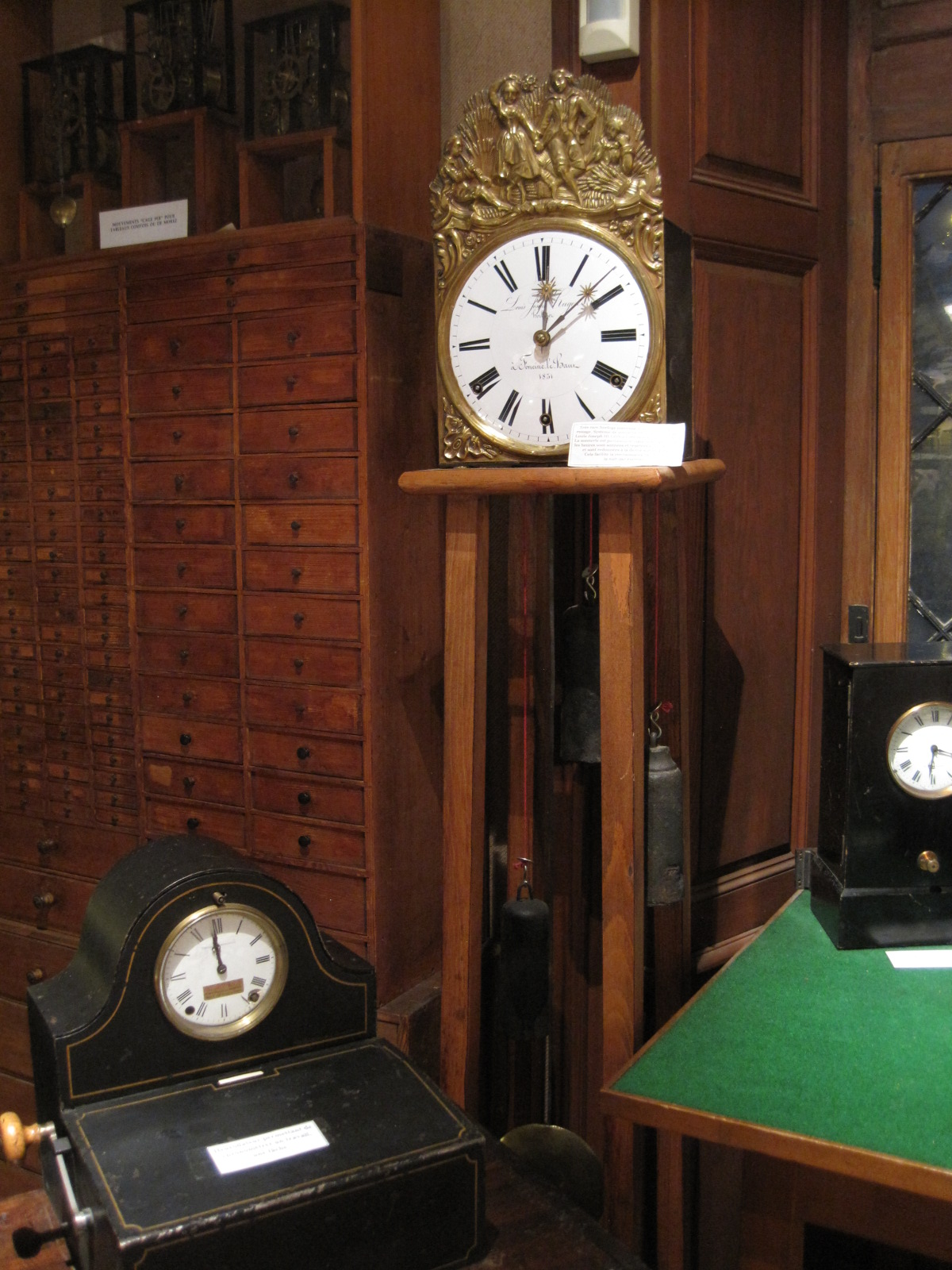

Au XVIIe siècle et au XVIIIe siècle, chaque horloge est pratiquement unique : à cette époque, chaque artisan horloger est indépendant, sa production annuelle est de quelques dizaines d’horloges. Il réalise lui-même la quasi-totalité des pièces nécessaires.

### XVIIesiècle

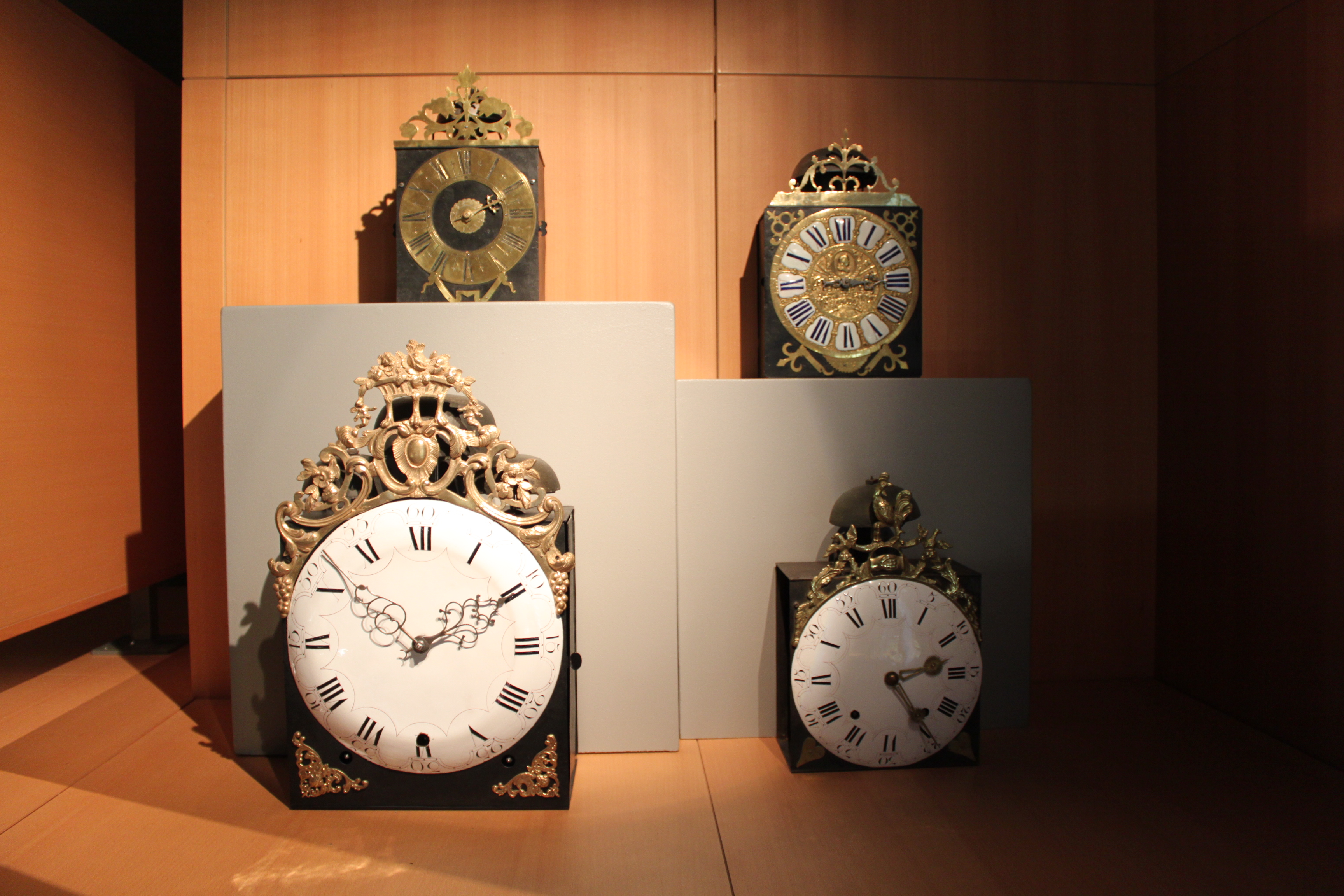
Musée de la lunette de Morez (XVIIIe siècle).

Les premières horloges comtoises apparaissent vers 1680, très probablement dans la région de Morez. Bien peu d'entre elles sont parvenues jusqu'à nous :
- Le cadran est en métal (laiton et plus rarement en étain), l'utilisation de l'émail viendra plus tard ;
- Une seule aiguille (pour les heures) ;
- Le pendule est un simple fil métallique muni d'un poids en plomb à son extrémité ;
- Le pendule est situé derrière les poids.

### XVIIIesiècle

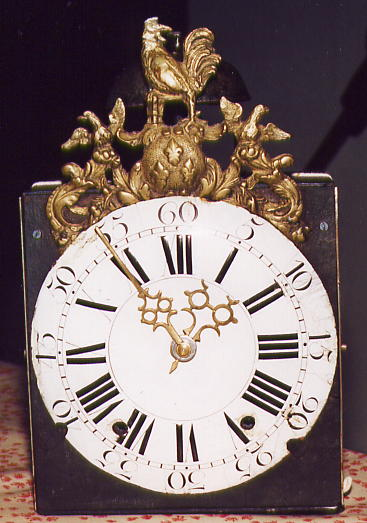
Horloge comtoise de la fin du XVIIIe siècle.

Au début du XVIIIe siècle apparaît une nouvelle génération d'horloges comtoises. Le cadran en bronze présente une décoration ciselée et plusieurs cartouches en émail (douze pour les heures et parfois douze de plus pour les minutes). Le fronton en laiton coulé s'impose progressivement. Il représente souvent un coq gaulois ou le soleil (Phoebus). Dans la deuxième partie du XVIIIe siècle, les progrès de la technique de l'émail permettent de réaliser des cadrans entiers. L'horloge est signée par le maître horloger.
Pour des raisons de coût de transport, les poids nécessaires au fonctionnement de l'horloge (5 kg environ) ne sont pas produits dans le Jura, mais en général fabriqués par un forgeron proche du revendeur.
Pendant la Révolution le fronton change : le bonnet phrygien ou l'inscription « Liberté » remplace la fleur de lys.

### XIXesiècle

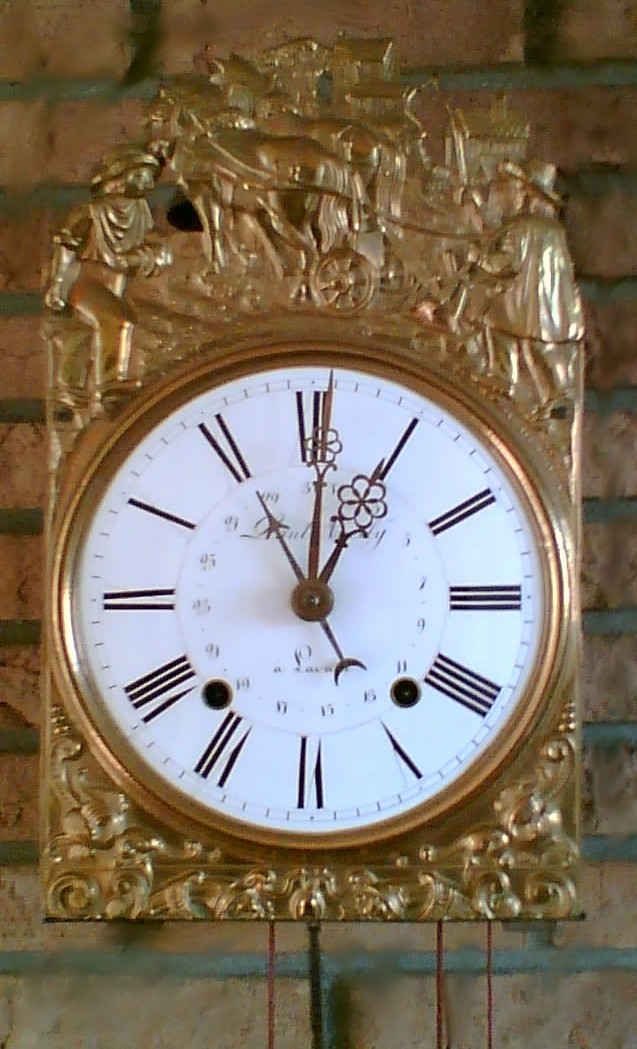
Horloge comtoise du XIXe siècle.

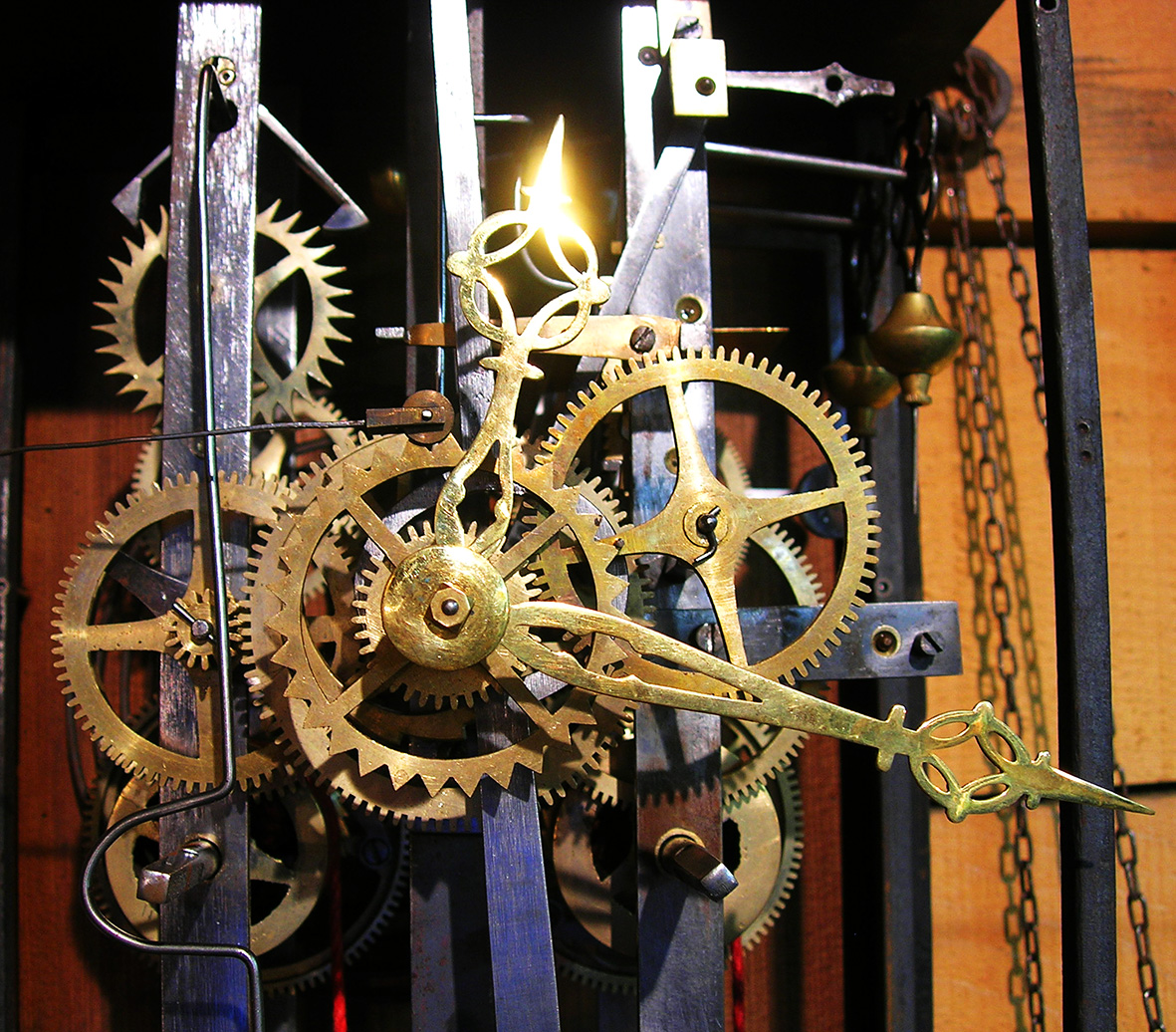
Le mécanisme. L'échappement est visible en haut à gauche.

Pendant l'Empire, le fronton change à nouveau pour représenter un aigle ou le portrait de Napoléon. Durant la Restauration, on retrouve sur le fronton des sujets comme le coq, le soleil.
Le pendule prend une forme de lentille. Les gaines en bois qui protègent les horloges sont fabriquées dans toute la France et s'adaptent au style régional. La Comtoise qui était jusqu'alors surtout une horloge murale devient une horloge de parquet. Le village de Bois-d'Amont produit également un grand nombre de gaines en épicéa.
Dans la deuxième partie du XIXe siècle, la gaine en bois prend une forme arrondie qui permet d'admirer le pendule en forme de lyre. Certains pendules sont aussi munis d'automates, représentant par exemple une scène de la vie courante avec des personnages animés.
Le fronton et le tour du cadran forment une seule pièce, estampée, en laiton le plus souvent. Il existe une grande variété de décors : scènes de moisson ou de vendanges, corbeille de fleur, couples de personnages, mais aussi des sujets plus rares).
À partir de 1870, une variante beaucoup plus sobre, dont le cadran est entouré d'un simple anneau de laiton, est produite : la « lunette ». Elle est destinée aux écoles, gares et bureaux.

### XXeetXXIesiècles
1915 correspond à la fin de la production industrielle des horloges comtoises.
En 1969, Jean Sdrigotti, à Besançon, reprend la fabrication du mouvement mécanique dit « cage-fer ». Durant les années 1970 et 1980, son entreprise SERAMM fabrique ce mécanisme en grande série : l'horloge comtoise revient à la mode, avec la fabrication de 1 000 mouvements mécaniques par mois. Puis, la mode passant, c'est le déclin.
En 2010, la manufacture Vuillemin, basée à Besançon, reprend l'activité de la SERAMM et devient le dernier fabricant français de mouvements mécaniques d'horloges dits « cage-fer ». Pour ce savoir-faire et la redynamisation économique de cette activité, l'entreprise est certifiée Label EPV (Entreprise du Patrimoine Vivant).
Il reste en 2018 peu de fabricants en France d'horloges comtoises. La plus ancienne, les Horloges Comtoises Converset (fondée en 1958) tente toutefois de faire perdurer ce savoir-faire à Héricourt en créant des gammes modernes.

## Quelques musées
- Musée du Temps de Besançon
- Musée de l'horlogerie de Morteau
- Horloge astronomique de Besançon